# Jun Enomoto
Jun Enomoto (Saitama, 13 mei 1977) is een voormalig Japans voetballer.

## Carrière
Jun Enomoto speelde tussen 1999 en 2001 voor FC Tokyo.

## Clubstatistieken
| Seizoen         | Club            |                 | Competitie      | Competitie | Competitie | Beker | Beker | Internationaal | Internationaal | Totaal | Totaal |
| Seizoen         | Club            | Wed.            | Competitie      | Dlp.       | Wed.       | Dlp.  | Wed.  | Dlp.           | Wed.           | Dlp.   |        |
| --------------- | --------------- | --------------- | --------------- | ---------- | ---------- | ----- | ----- | -------------- | -------------- | ------ | ------ |
| 1999            | FC Tokyo        | Vlag van Japan  | J2 League       | 8          | 0          | 0     | 0     | -              | -              | 8      | 0      |
| 2000            | FC Tokyo        | Vlag van Japan  | J1 League       | 1          | 0          | 0     | 0     | -              | -              | 1      | 0      |
| 2001            | FC Tokyo        | Vlag van Japan  | J1 League       | 1          | 0          | 0     | 0     | -              | -              | 1      | 0      |
| Totaal FC Tokyo | Totaal FC Tokyo | Totaal FC Tokyo | Totaal FC Tokyo | 10         | 0          | 0     | 0     | -              | -              | 10     | 0      |
| Totaal          | Totaal          | Totaal          | Totaal          | 10         | 0          | 0     | 0     | -              | -              | 10     | 0      |